# Митяев, Артём Сергеевич
Артём Сергеевич Митяев (2 июля 1992, Саранск) — российский биатлонист, чемпион и призёр чемпионата России. Мастер спорта России (2013).

## Биография
Воспитанник ДЮСШ г. Саранска, первый тренер — Катюкова Надиря Мизамбиндиновна. Также тренировался под руководством Романа Валерьевича Бочкарёва, Александра Ивановича Суслова и др. Выступает за «СШОР по зимним видам спорта» (Саранск) и Республику Мордовия.
На юниорском уровне неоднократно был призёром первенства России, всероссийской Спартакиады учащихся и других соревнований. В 2012 году выступал на чемпионате мира по летнему биатлону среди юниоров в Уфе, занял 12-е места в спринте и гонке преследования, а в эстафете стартовал вне конкурса в составе второй сборной России.
На взрослом уровне становился чемпионом России в 2013 году в смешанной эстафете и серебряным призёром в 2013 году в командной гонке в составе команды Мордовии.
В 2013 году участвовал в зимней Универсиаде в Трентино, стартовал только в индивидуальной гонке, где занял 25-е место.
Окончил Мордовский государственный педагогический институт имени М. Е. Евсевьева (2014).
В 2023 году 11 ноября, Митяев Артём Сергеевич вступил в брак с Харитоновой Ольгой Владимировной, но свадьба состоялась только 22.06.2024.  